# Гамамеліс
Чарівний горіх, гамамеліс — рід листопадних чагарників з родини чарівногоріхових.

## Опис
У природі чарівниі горіхи виростають в лісах і по берегах річок в Східної Азії та Північної Америки. Плоди чарівних горіхів містять високий відсоток ефірної олії, а кора і гілки чарівного горіха вірґінського — в'яжучі речовини, завдяки чому використовуються в медицині та парфумерній промисловості.
Назва «чарівний горіх», «відьомський горіх» виникла через раннє цвітіння рослини, плоди дозрівають тільки до літа наступного року. У дикому вигляді чарівний горіх росте у Східній Азії, на східному узбережжі Північної Америки і в деяких місцях на Кавказі.

## Використання
Чарівниі горіхи мають цінні лікарські властивості, тому в Європі їх часто висаджують в «аптекарських городах».
Листя чарівних горіхів багаті флавоноїдами, а також містять особливу групу речовин — таніни. Таніни мають виразну в'яжучу властивість, а також антибактеріальну дію. У складі косметичних засобів гамамеліс пом'якшує поверхневий шар шкіри, сприяє стяганню розширених пор, завдяки антибактеріальним властивостям, перешкоджає появі запалень. Відвари чарівного горіху часто рекомендують для догляду за масною та запаленою шкірою.
Лікувальні властивості чарівного горіха використовують і в медицині. Він сприяє відтоку рідини з великих судин і зміцненню судинних стінок, тому сприяє профілактиці варикозного розширення вен, геморою тощо. Ці властивості чарівного горіха використовують в дерматокосметології для корекції розширених судин на обличчі.

## Види
- Чарівний горіх японський
- Чарівний горіх м'який
- Леонард
- Чарівний горіх весняний
- Чарівний горіх вірґінський